# Raismes
Raismes is een gemeente in het Franse Noorderdepartement (Frans: département du Nord) (regio Hauts-de-France). De gemeente telde op 1 januari 2022 12.140 inwoners en maakt deel uit van het arrondissement Valenciennes.

## Geografie
De oppervlakte van Raismes bedroeg op 1 januari 2022 33,31 vierkante kilometer; de bevolkingsdichtheid was toen 364,5 inwoners per km². Het centrum ligt in het zuiden van de gemeente en is vergroeid met buurgemeenten Beuvrages en Anzin. Ten noordwesten ligt het gehucht Vicoigne en in het oosten het gehucht Sabatier, nabij het centrum van buurgemeente Bruay-sur-l'Escaut.

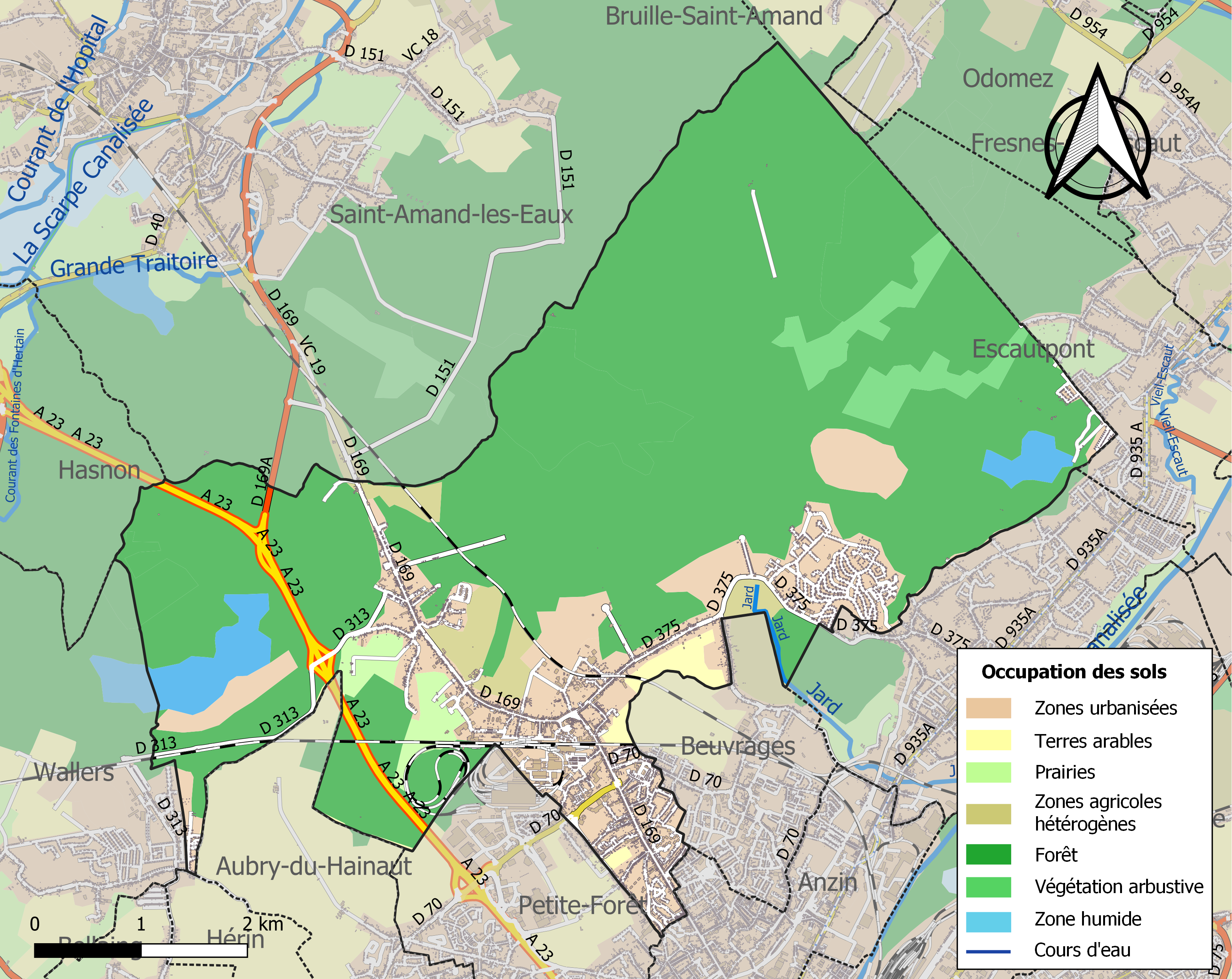
Kaart van de gemeente met belangrijkste infrastructuur, bodemgebruik en omliggende gemeenten

## Geschiedenis
In de 18de eeuw werd in de omgeving steenkool ontdekt. De Compagnie des mines de Vicoigne en de Compagnie des mines d'Anzin exploiteerden hier meerdere mijnschachten. De mijnindustrie zorgde de volgende eeuwen voor een sterke groei van Raismes.

## Bezienswaardigheden

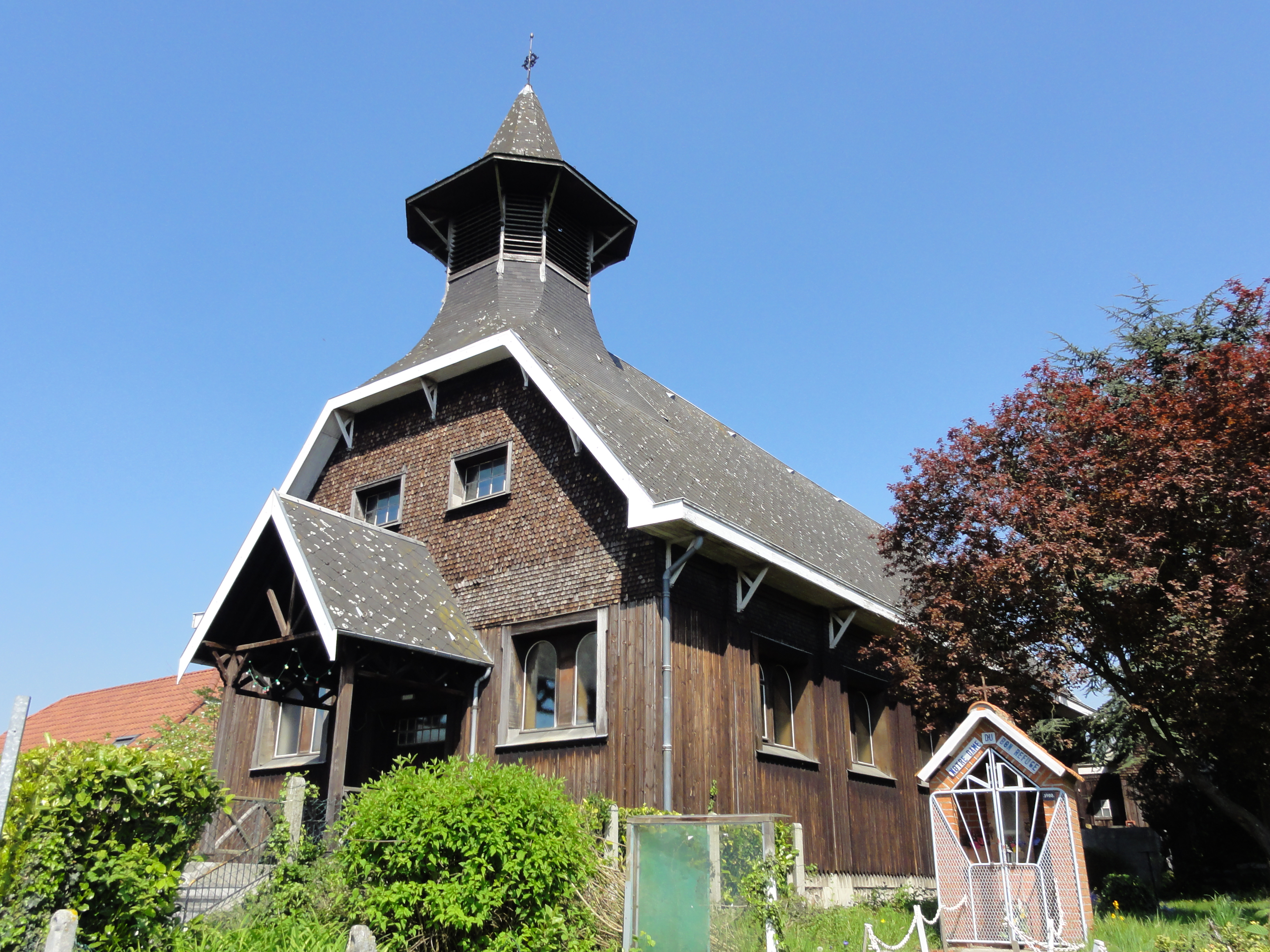
Église Sainte-Cécile in Sabatier
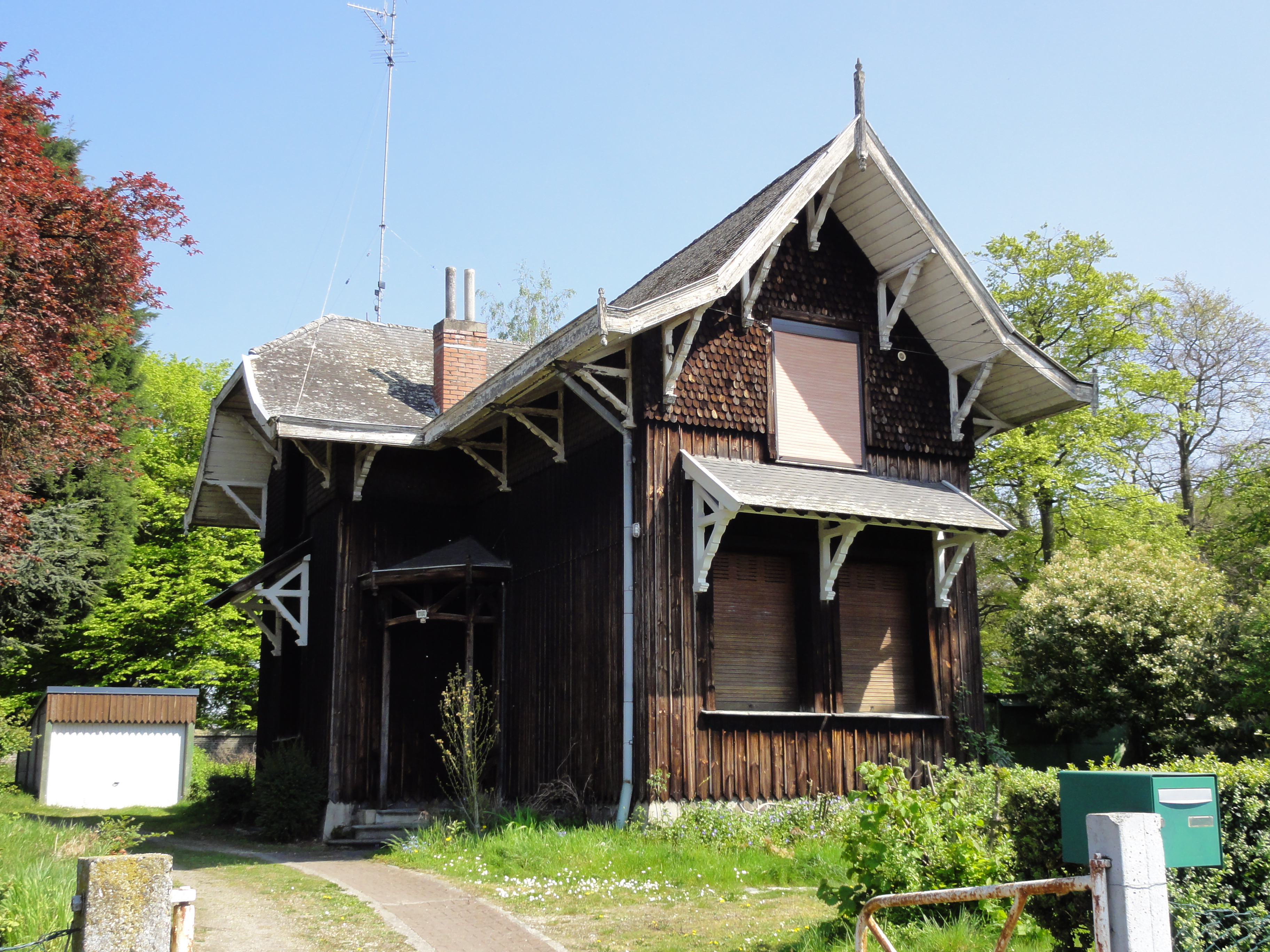
Pastorie
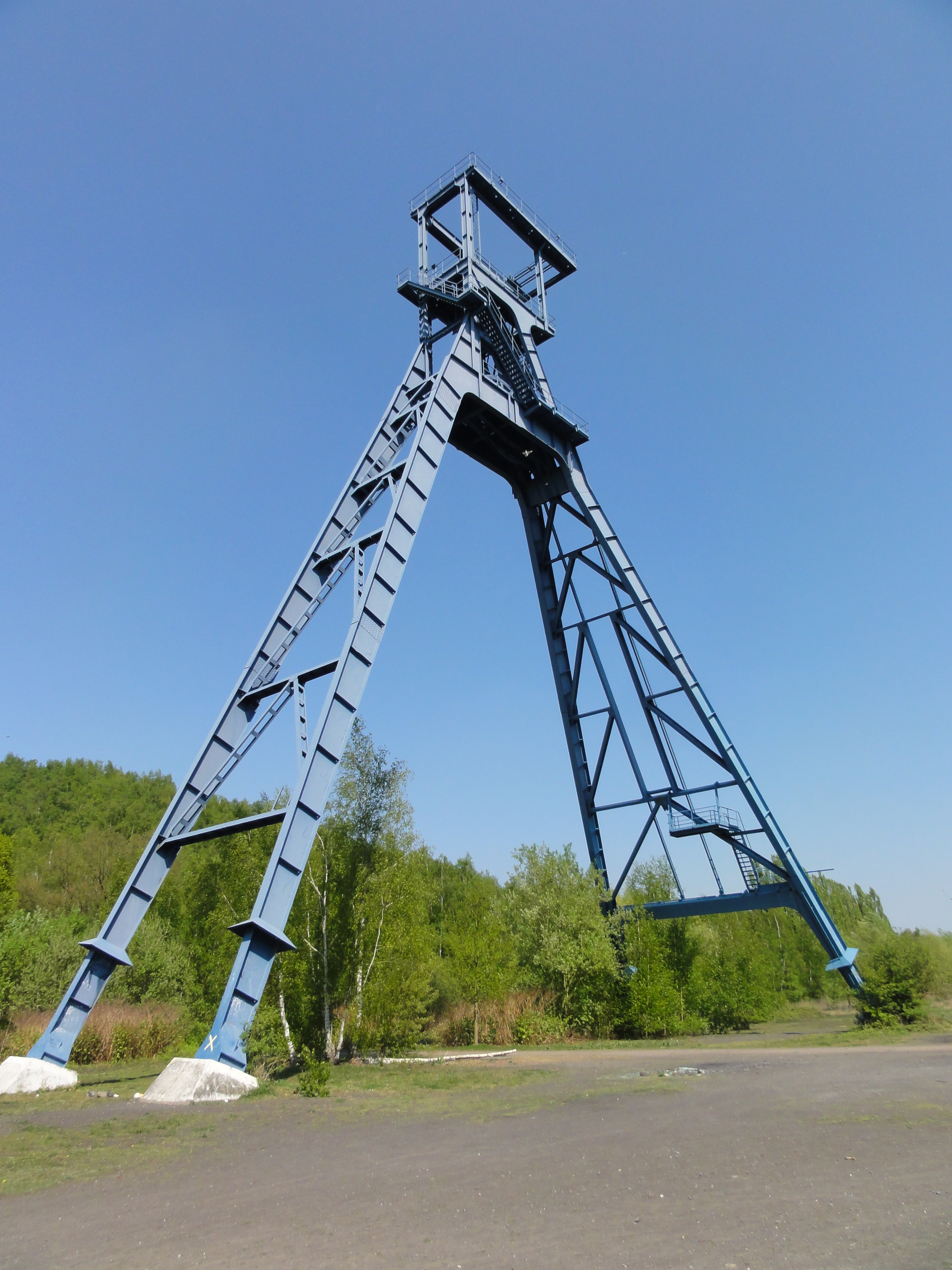
Fosse Sabatier, put n°2

- De Sint-Ceciliakerk (Église Sainte-Cécile) in de wijk Sabatier is een houten kerkje van 1924 dat gebouwd werd door Poolse mijnwerkers. Het werd samen met de pastorie in 2009 ingeschreven als monument historique.
- De Sint-Niklaaskerk (Église Saint-Nicolas) in het centrum is een classicistisch kerkgebouw van 1752-1753 dat in 1860 werd vergroot en van een transept voorzien.
- De Sint-Theresiakerk (Église Sainte-Thérèse) is een modern doosvormig kerkgebouw in baksteen en leisteen van 1963-1964, voor de wijk Cité Carpeaux.
- De Sint-Barbarakerk (Église Sainte-Barbe) in Vicoigne, zie aldaar.
- Mijnput n°2 van de mijnschacht Fosse Sabatier werd in 2011 als monument historique ingeschreven. Daarnaast ligt de Terril Sabatier Nord.
- Het Château de la Princesse is een neoclassicistisch bouwwerk van 1829, dat gebouwd werd voor de familie d'Arenberg. Het werd in 1946 als monument historique ingeschreven en in 1952 aangekocht door de gemeente. Het is omgeven door een park.
- Op de gemeentelijke begraafplaats van Raismes bevinden zich 25 Britse oorlogsgraven uit de Eerste Wereldoorlog. Ook op de begraafplaats van Vicoigne bevindt zich een Brits oorlogsgraf uit de Eerste Wereldoorlog.

## Natuur en landschap
De omgeving is zeer bosrijk vanwege het Forêt de Raismes-Saint-Amand-Wallers. De hoogte aan de Sint-Niklaaskerk bedraagt 32 meter.

## Economie
Al in 1839 werd begonnen met de aanleg van een eerste schacht voor de steenkoolmijnbouw. Een zestal schachten kwam tot stand. In 1923 kwamen Poolse mijnwerkers in Raismes. Vanaf de jaren '70 van de 20e eeuw kwam een eind aan de steenkoolwinning en de laatste schacht sloot in 1988.

## Demografie
Onderstaande figuur toont het verloop van het inwonertal (bron: INSEE-tellingen).

## Verkeer en vervoer
In de gemeente ligt spoorwegstation Raismes.

## Nabijgelegen kernen
Vicoigne, Bruay-sur-l'Escaut, Beuvrages, Anzin, Petite-Forêt